# Bryantella smaragdus
Bryantella smaragdus là một loài nhện trong họ Salticidae.
Loài này thuộc chi Bryantella. Bryantella smaragdus được Crane miêu tả năm 1945.